# 상주시장
상주시장은 경상북도 상주시의 시장이다.

## 역대 시장

### 통합 이전
- 1대 이정우 (1986년 1월 1일 ~ 1988년 1월 16일)
- 2대 박응규 (1988년 2월 17일 ~ 1990년 5월 2일)
- 3대 김의환 (1990년 5월 3일 ~ 1992년 7월 2일)
- 4대 김희윤 (1992년 7월 3일 ~ 1994년 1월 1일)
- 5대 정장식 (1994년 1월 4일 ~ 1994년 10월 25일)
- 6대 남효채 (1994년 10월 26일 ~ 1995년 6월 30일)[1]

### 통합 이후 및 민선
- 민선 1~3대 김근수 (1995년 7월 1일 ~ 2006년 6월 30일)
- 민선 4대 이정백 (2006년 7월 1일 ~ 2010년 6월 30일)
- 민선 5대 성백영 (2010년 7월 1일 ~ 2014년 6월 30일)
- 민선 6대 이정백 (2014년 7월 1일 ~ 2018년 6월 30일)
- 민선 7대 황천모 (2018년 7월 1일 ~ 2019년 10월 31일)[2]
- 민선 8대 강영석 (2020년 4월 16일 ~ 2022년 6월 30일)
- 민선 9대 강영석 (2022년 7월 1일 ~ )

## 역대 군수
- 초대 오규수 (1948년 2월 3일 ~ 1948년 9월 6일)
- 2대 이정한 (1948년 9월 7일 ~ 1949년 1월 7일)
- 3대 조수연 (1949년 1월 8일 ~ 1949년 9월 19일
- 4대 황태연 (1949년 11월 8일 ~ 1950년 8월 30일)
- 5대 이종만 (1950년 8월 31일 ~ 1952년 1월 30일)
- 6대 채의식 (1952년 1월 31일 ~ 1954년 10월 1일)
- 7대 류석영 (1954년 10월 2일 ~ 1956년 7월 30일)
- 8대 장병택 (1956년 7월 31일 ~ 1959년 8월 25일)
- 9대 이원진 (1959년 8월 26일 ~ 1960년 5월 10일)
- 10대 정관용 (1960년 5월 14일 ~ 1960년 10월 27일)
- 11대 황태연 (1960년 11월 24일 ~ 1961년 1월 17일)
- 12대 김외준 (1961년 1월 18일 ~ 1961년 6월 18일)
- 13대 이창호 (1961년 6월 19일 ~ 1961년 7월 20일)
- 14대 김익진 (1961년 7월 21일 ~ 1962년 4월 25일)
- 15대 최규열 (1962년 4월 26일 ~ 1962년 11월 22일)
- 16대 박돈양 (1962년 11월 23일 ~ 1964년 1월 15일)
- 17대 강수성 (1964년 1월 16일 ~ 1965년 3월 25일)
- 18대 박재환 (1965년 3월 27일 ~ 1967년 11월 14일)
- 19대 박수대 (1967년 11월 15일 ~ 1970년 3월 2일)
- 20대 김창곤 (1970년 3월 3일 ~ 1970년 9월)
- 21대 김한엽 (1970년 9월 5일 ~ 1971년 8월 20일)
- 22대 김정주 (1971년 8월 21일 ~ 1973년 8월 3일)
- 23대 김각현 (1973년 8월 4일 ~ 1976년 4월 2일)
- 24대 김인휴 (1976년 4월 3일 ~ 1977년 2월 16일)
- 25대 석진희 (1977년 2월 17일 ~ 1979년 5월 6일)
- 26대 서정훈 (1979년 5월 7일 ~ 1980년 8월 8일)
- 27대 현태진 (1980년 8월 9일 ~ 1981년 8월 17일)
- 28대 김종구 (1981년 8월 18일 ~ 1982년 9월 17일)
- 29대 신태근 (1982년 9월 18일 ~ 1985년 7월 16일)
- 30대 최재영 (1985년 7월 17일 ~ 1986년 5월 1일)
- 31대 신상철 (1986년 5월 2일 ~ 1988년 12월 31일)
- 32대 최상종 (1989년 1월 1일 ~ 1991년 7월 15일)
- 33대 류원모 (1991년 7월 16일 ~ 1992년 7월 2일)
- 34대 황인선 (1992년 7월 3일 ~ 1993년 6월 2일)
- 35대 신현택 (1993년 6월 3일 ~ 1994년 12월 31일)

## 같이 보기
- 상주시장 선거